# Mukarnas

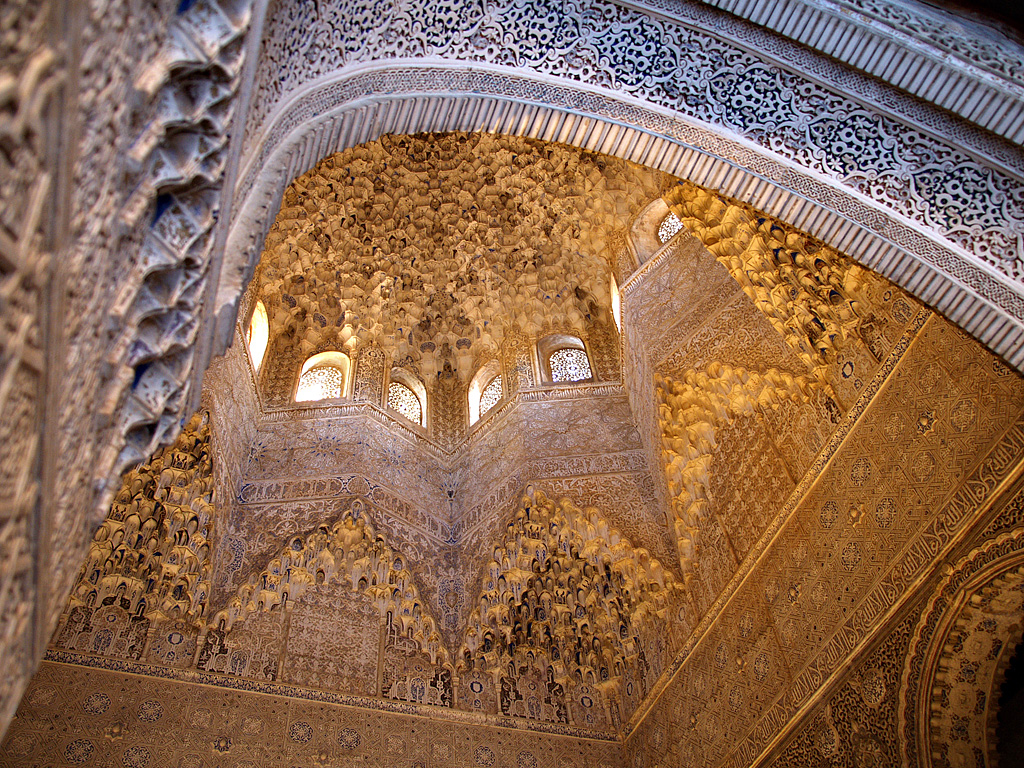
Mukarnas w pałacu Alhambra, Grenada, Hiszpania

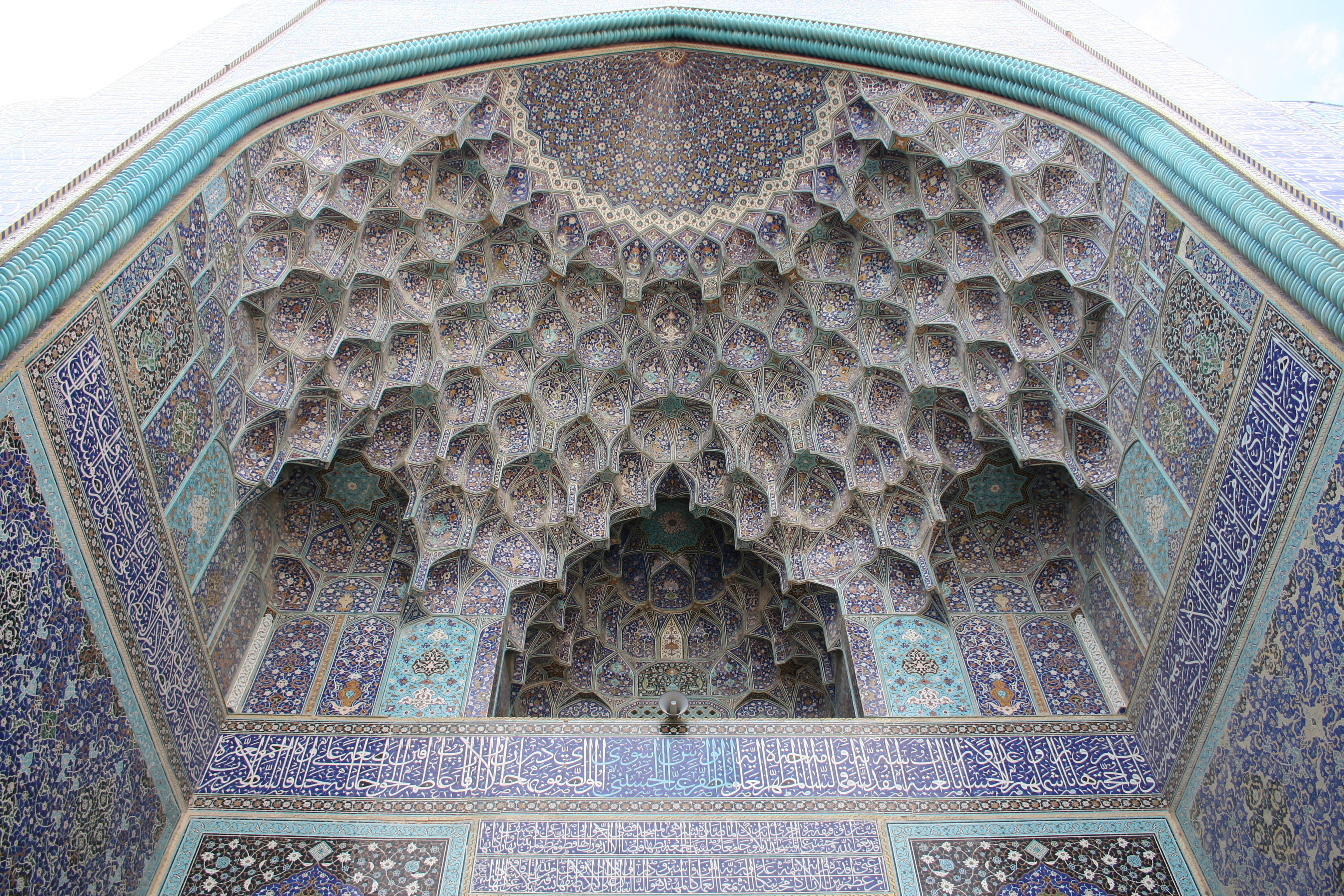
Mukarnas w meczecie Imama w Isfahanie, Iran

Mukarnas lub mokarnas, inaczej ornament stalaktytowy – architektoniczny motyw konstrukcyjno-dekoracyjny charakterystyczny dla architektury muzułmańskiej, wypracowany w epoce seldżuckiej, złożony ze spiętrzonych elementów komórkowych, głównie pryzmatycznych, które tworzą konstrukcję przypominającą naturalne stalaktyty. Mogą być zestawiane różnorodne elementy, które stopniowo wypełniają przestrzeń, tworząc struktury  liniowe, lub sklepione.
Mukarnas spełnia zwykle rolę trompy (od której się wywodzi) lub pendentywu między dwiema płaszczyznami np. ściany i stropu; pojawiał się także na gzymsach i głowicach. Może być wykonany z kamienia, drewna, ceramiki lub stiuku.
Początkowo mukarnas miał głównie znaczenie konstrukcyjne (zwłaszcza w sztuce perskiej), w miarę rozwoju i rozpowszechniania na zachód stawał się coraz częściej motywem dekoracyjnym (np. w sztuce mauretańskiej w Hiszpanii, w architekturze muzułmańskiej w północnej Afryce). Pierwsze mukarnasy były gładkie, z czasem pojawiły się na nich profilowania, arabeski, które wzbogacały tak ważną w sztuce islamu grę światła i cienia.